# ICab
Pour les articles homonymes, voir ICAB.
iCab est un navigateur web disponible uniquement sur macOS. Il est aujourd'hui l'un des très rares navigateurs encore disponibles pour le Mac OS « classique » et pour les Macs avec processeur Motorola 680x0. Son nom provient de CAB (Crystal Atari Browser) qui était un autre navigateur du même auteur développé pour les Atari ST, eux aussi à base de processeurs 680x0.
Ses fonctions originales sont :
- Un analyseur de syntaxe de pages HTML (comme un W3C Validator intégré) ;
- Un afficheur des raccourcis clavier (commande accesskey) ;
- Un mode kiosque restreignant l'accès aux autres fonctions de l'ordinateur.

La version 6.0.6 est disponible depuis novembre 2020, et ne fonctionne que sous MacOS X. Les versions 3.0.5 et 2.9.9 sont toujours disponibles pour les systèmes plus anciens.

## iCab sur l'iPhone
iCab existe sur l'iPhone et l'iPod touch, sous le nom « iCab Mobile ». Sa dernière version (2024) est la 10.7.5